# Le Silence
Le Silence è un film muto del 1920 diretto da Louis Delluc.